# Aphis hederae
Aphis hederae är en insektsart som beskrevs av Johann Heinrich Kaltenbach 1843. Aphis hederae ingår i släktet Aphis och familjen långrörsbladlöss. Arten är reproducerande i Sverige.

## Underarter
Arten delas in i följande underarter:
- A. h. hederae
- A. h. boerneri
- A. h. pseudohederae

## Bildgalleri

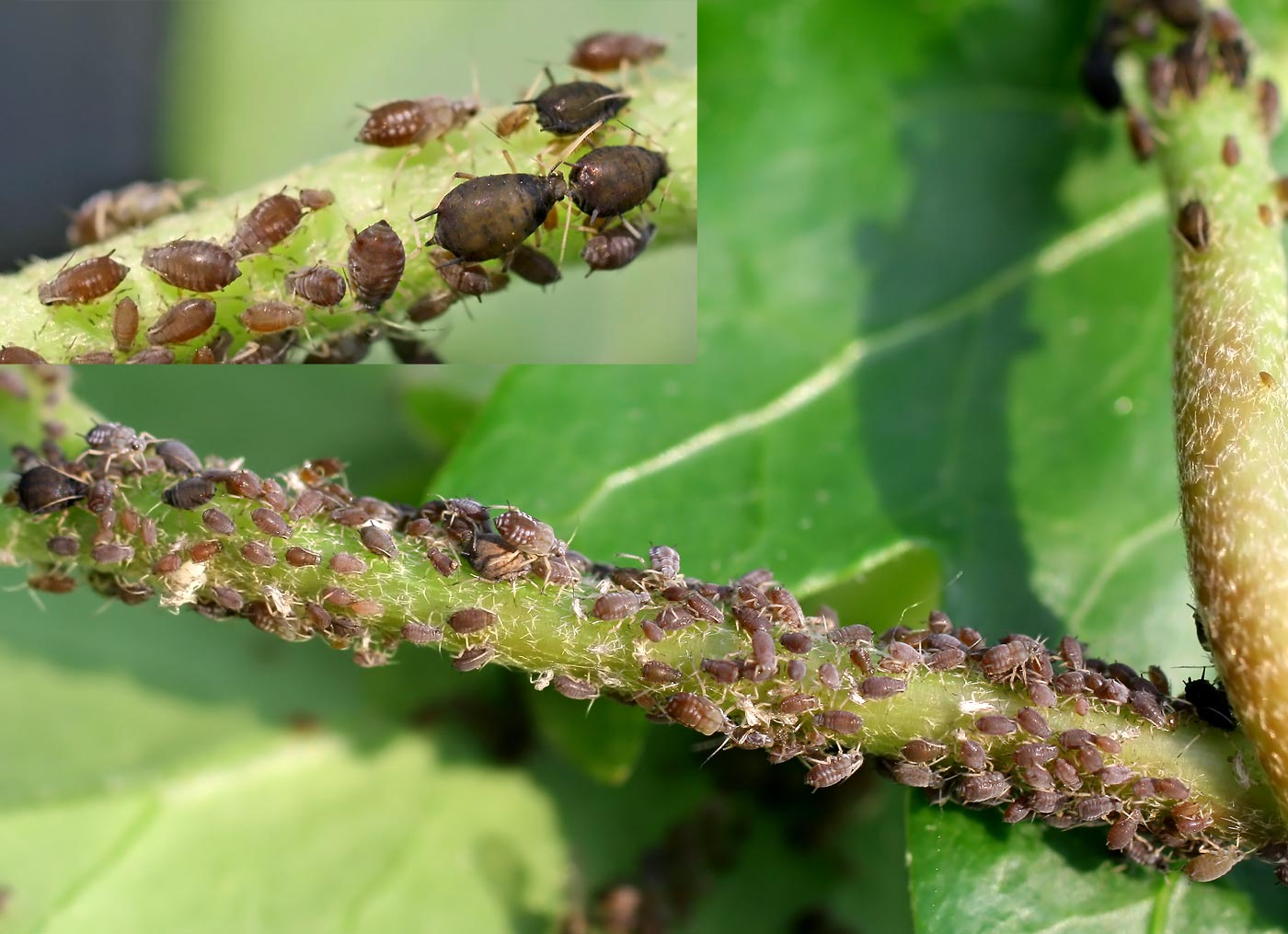
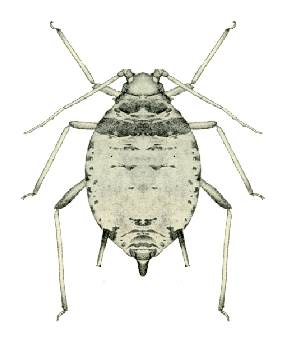